# Santo Stefano tra i santi Jacopo e Pietro
Santo Stefano tra i santi Jacopo e Pietro è un dipinto a olio su tavola (222x222 cm) di Domenico Ghirlandaio, databile al 1493 e conservato nella Galleria dell'Accademia di Firenze.

## Storia
Su un manoscritto seicentesco l'opera è ricordata in una cappella della chiesa di Santa Maria Maddalena de' Pazzi in Borgo Pinti (allora chiesa del Cestello), come commissionata da Stefano di Jacopo Boni il 20 marzo "1492", che nel calendario fiorentino corrisponde al 1493. La notizia è confermata dai nomi dei santi raffigurati, che corrisponderebbero quindi ai nomi del committente e di suo padre.
All'epoca di Crowe e Cavalcaselle il santo Stefano centrale era stato trasformato in un san Girolamo, tramite una ridipintura a olio che risaliva probabilmente allo spostamento della pala nella cappella intitolata al santo eremita che, secondo il Franceschini, era avvenuto nel 1513. In ogni caso la nuova collocazione è confermata al 24 aprile 1525. Forse l'artefice della ridipintura era stato fra Bartolomeo; essa venne cancellata nel XIX secolo.
Con le soppressioni la tavola pervenne alla Galleria dell'Accademia. L'attribuzione era in genere riferita a Sebastiano Mainardi, aiuto di Ghirlandaio, mentre più recentemente è stata riassegnata al maestro, almeno in via maggioritaria (Venturini, confermato da Cadogan).

## Descrizione e stile
La tavola è composta come un ideale trittico, secondo uno schema iconografico del primo Quattrocento fiorentino (usato spesso da Beato Angelico), in cui dietro ciascun santo si trova una nicchia che lo inquadra, come se fosse una monumentale statua vivente che emerge dalla penombra. Lo stesso schema era stato dopotutto già usato da Ghirlandaio, ad esempio negli affreschi di Cercina e, più recentemente, nei santi laterali della Pala Tornabuoni.
La posata composizione è vivacizzata dalla ricchezza decorativa, sia nell'architettura che nelle vesti dei santi. Da sinistra si vede Giacomo il maggiore (Jacopo) col bastone del pellegrino, Stefano, con la dalmatica, e Pietro, con le chiavi.